# Выходы амфиболитов
Выходы амфиболитов — геологический памятник природы местного значения в Саксаганском районе города Кривой Рог Днепропетровской области.

## История
Объявлен объектом природно-заповедного фонда решением исполнительного комитета Днепропетровского областного совета № 388-р от 14 ноября 1975 года.

## Характеристика
Выходы амфиболитов на правом берегу реки Саксагань в районе шахты «Родина». В пределах Криворожья существует только 2 значительных места выхода амфиболитов на земную поверхность.
Представляют собой породы тёмно-зелёного и тёмно-серого цвета. Уникальные выходы метабазитов на дневную поверхность криворожской серии поры докембрия. Площадь 5 га. Длина 380 м.